# 제8회 전국동시지방선거 세종특별자치시
이 문서는 제8회 전국동시지방선거 세종특별자치시 지역 투·개표 결과이다.

## 개표 결과

### 세종특별자치시장
|  | 52.83% |

|  | 47.16% |

### 세종특별자치시교육감
|  | 30.83% |

|  | 19.30% |

|  | 18.00% |

|  | 12.69% |

|  | 12.13% |

|  | 7.03% |

## 같이 보기
- 제8회 전국동시지방선거